# Hipofosfatemia
La hipofosfatemia es un trastorno electrolítico en el cual existe niveles anormalmente bajos de fósforo en la sangre. Esta condición se puede observar en muchas causas, siendo más común cuando en los pacientes con desnutrición (especialmente pacientes con alcoholismo crónico) se les da grandes cantidades de carbohidratos, los cuales aumentan la demanda de fósforo por parte de las células, removiendo el fósforo sanguíneo (síndrome de realimentación).

## Etiología
Las causas más frecuentes de hipofosfatemia son:
- Alcoholismo
- Antiácidos
- Falta de vitamina D
- Hiperparatiroidismo
- Inanición
- Medicamentos como: acetazolamida, foscarnet, imatinib, pentamidina y sorafenib
- Síndrome de Fanconi

## Fisiopatología
Hay una disminución anormalmente baja de fosfatos inorgánicos en la sangre por absorción intestinal insuficiente, excreción renal excesiva o redistribución rápida de los mismos desde el compartimento extracelular hacia los huesos o los tejidos blandos.